# 황게 국립공원

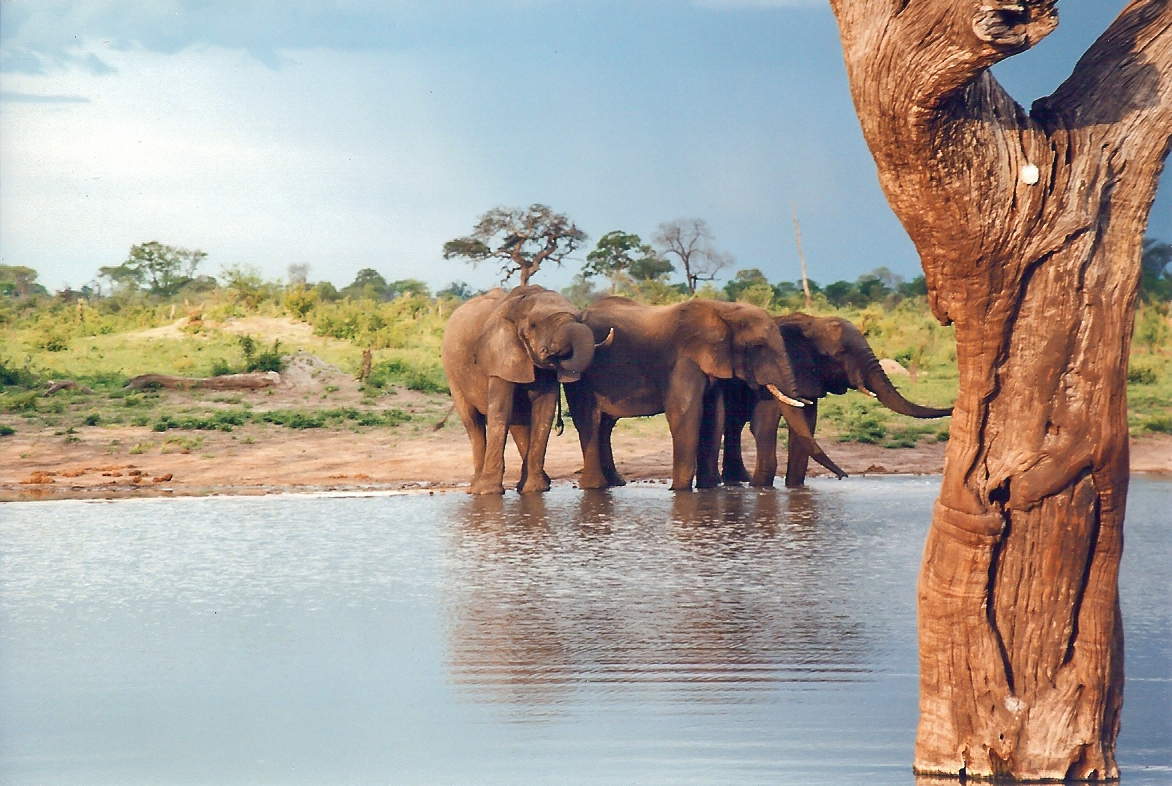
공원의 물웅덩이에 있는 아프리카코끼리들

황게 국립공원(Hwange National Park)은 짐바브웨에서 가장 큰 자연 보호구역이다. 면적은 약 14,600 평방 킬로미터이다. 짐바브웨의 북서쪽에 있으며 불라와요와 빅토리아 폭포 사이의 주요 도로에서 바로 벗어난 곳에 있다. 가장 가까운 도시는 데테이다. 이 지역의 식민지 이전 시대와 보호 구역 및 국립공원으로서의 발전의 역사는 온라인에서 확인할 수 있다.

## 공원의 역사
황게 국립공원은 1928년에 설립되었다. 이곳은 카방고 잠베지 통합보전지구에 포함되도록 고려되고 있다.

### 밀렵 사건
2011년에는 코끼리 9마리, 사자 5마리, 아프리카물소 2마리가 밀렵꾼들에 의해 죽임을 당했다.
2013년 10월, 밀렵꾼들이 물구멍을 독살한 후 많은 아프리카코끼리들을 시안화물로 죽였다는 것이 발견되었다. 환경보호론자들은 이 사건이 남아프리카에서 25년 만에 가장 큰 불법 동물 살처분이라고 주장했다. 사망자 규모를 파악하기 위해 두 번의 항공 조사를 실시했으며, 첫 번째 조사에서는 19구의 사체가 확인되었고 두 번째 조사에서는 84구의 사체가 추가로 확인되었다. 밀렵꾼들 중 세 명이 붙잡혀 체포되어 재판을 받고 유죄 판결을 받고 형을 받았다. 모든 왕실 사냥과 코끼리 밀렵 범죄는 이제 의무적으로 9년 형을 선고 받고 공급망도 표적이 되고 있다.

### 세실과 잔다 사냥 사건
2015년 7월 1일, 황게 국립공원에서 13년 동안 살았던 사자 세실이 살해되었다. 이 조치는 광범위한 소셜 미디어 보도와 로버트 무가베 대통령에게 대형 보호 구역 사냥 허가를 불법화할 것을 요구하는 탄원서를 촉발시켰다. 세실의 살인범인 월터 파머는 허가증을 가지고 있었고 모든 서류가 정돈되어 있었기 때문에 어떤 범죄로도 기소되지 않았다. 짐바브웨 당국은 그가 짐바브웨를 방문하는 것이 자유롭다고 말했다. 파머의 가이드인 테오 브론코르스트가 "불법사냥을 막지 못했다"는 이유로 처음에 기소되었지만, 나중에 이것들은 법정에서 기각되었다.
세실이 살해된 지 2년 후, 그의 아들 잔다는 비슷한 운명을 만났다. 그의 아버지와는 달리, 잔다의 살인은 비록 격분을 불러일으켰지만 불법이라고는 할 수 없었다.

## 특징

### 식물군

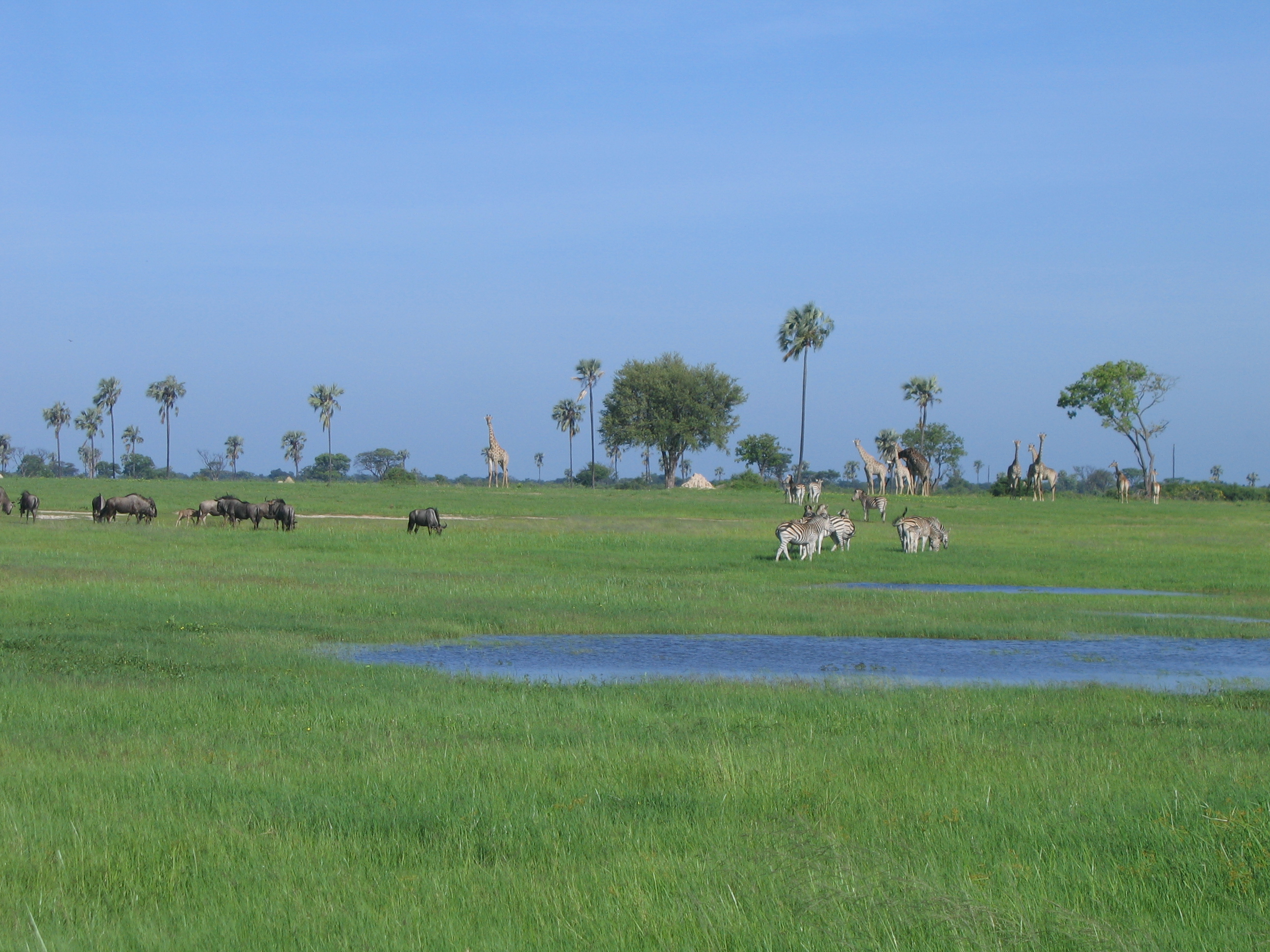
계절 습지에 있는 건호의 보호 구역

그 공원은 물이 거의 없고 매우 희박한 식생 지역인 칼라하리 사막의 가장자리에 가깝다. 칼라하리 삼림지대는 잠베지 티크, 샌드 캠우드, 칼라하리 바우히니아가 지배하고 있다. 이 지역은 계절성 습지가 초원을 이루고 있다.
그 공원의 북쪽과 북서쪽은 모판 삼림지가 지배하고 있다.
비록 코끼리 개체수가 식물 구조에 변화를 일으킨다고 주장되었지만, 일부 최근의 연구들은 1980년대 후반에 기록된 코끼리 개체수의 큰 증가에도 불구하고 그렇지 않다는 것을 암시한다.

### 동물군

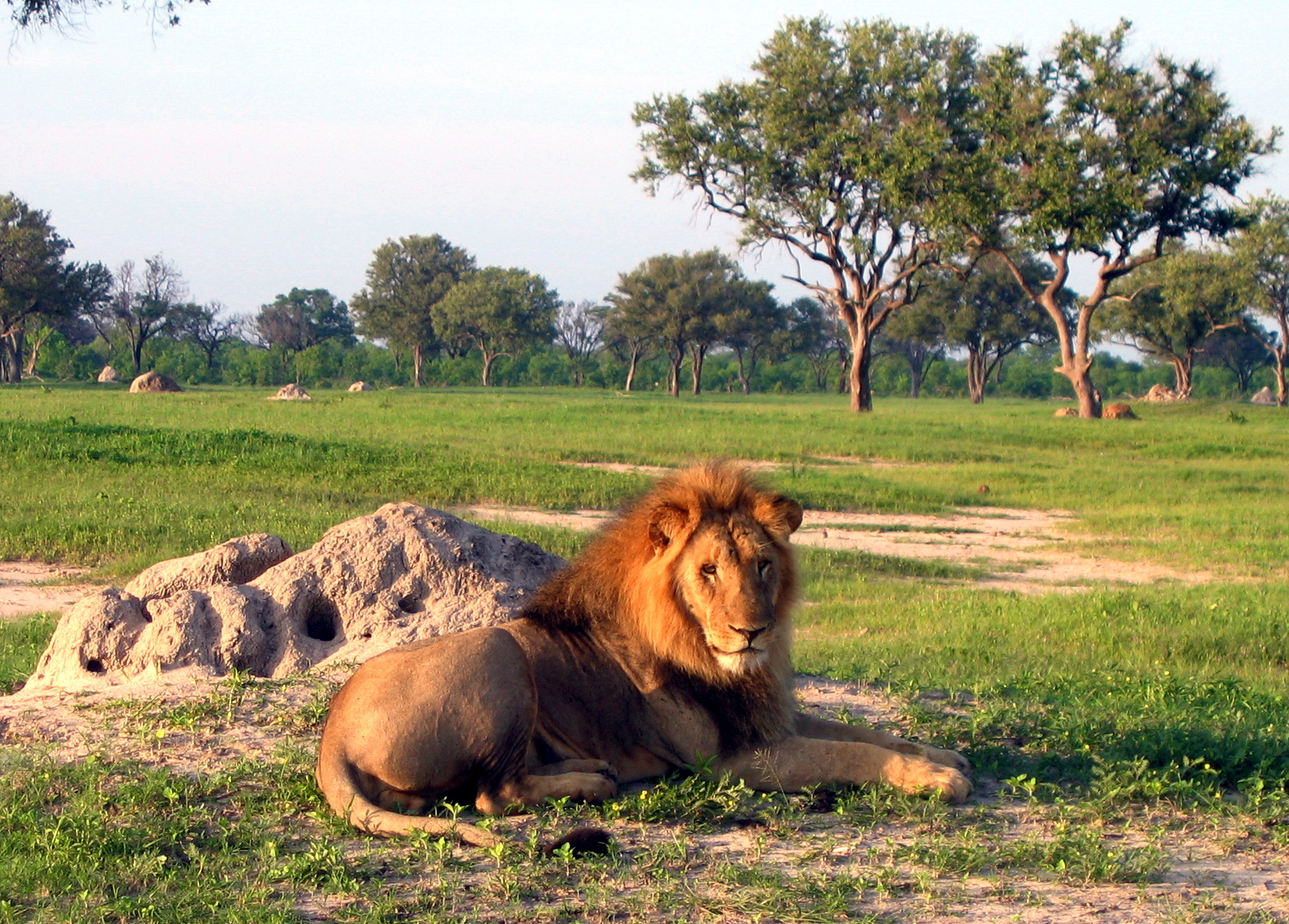
흰개미 언덕 근처에 쉬고 있는 사자

공원에는 대형 초식동물 19종과 대형 육식동물 8종을 포함해 100여 종의 포유류와 400여 종의 조류가 서식하고 있다. 짐바브웨의 모든 특별히 보호되는 동물들은 황게에서 발견될 것이고 겜스복과 갈색하이에나가 적은 수로 발견되는 유일한 보호 지역이다.
초식동물은 메인 캠프 야생 지역과 린크와샤 보호구역에서 더 흔하며, 혼합식물은 로빈스와 시나텔라 야생 지역에서 더 흔하다. 건기 동안 집중적인 물 펌핑이 유지되는 지역에 대형 초식동물이 집중되면서 계절에 따라 분포가 변한다.
황게에서 발견되는 아프리카들개의 개체수는 크루거 국립공원과 셀루스 동물보호구역과 함께 오늘날 아프리카에서 가장 큰 생존 집단 중 하나로 여겨지고 있다.
다른 주요 포식자들로는 황게에서 분포하고 사냥하는 사자가 있는데, 사자는 건호 그리고 물구멍과 밀접한 관련이 있다. 2005년 이후, 이 보호 지역은 오카방고 삼각주와 함께 사자 보호 구역으로 여겨지고 있다. 그리고 아프리카표범, 점박이하이에나, 치타도 보호구역에 있다.

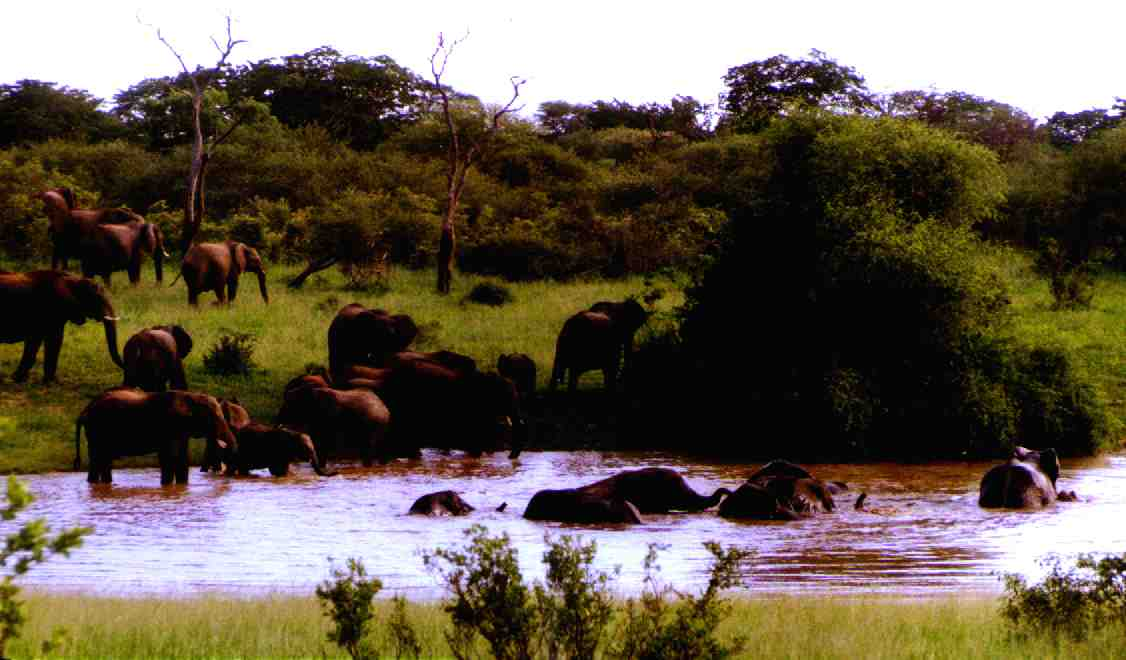
아프리카코끼리들

코끼리들은 황게에서 엄청난 성공을 거두었고 개체수는 자연적으로 그러한 지역에 의해 지탱되는 것보다 훨씬 더 많아졌다. 이 코끼리 개체수는 공원의 자원에 많은 부담을 주었다. 공원 당국은 특히 1967년부터 1986년까지 개체 수를 줄이기 위해 도살 조치를 시행하면서, 이것을 어떻게 다룰 것인가에 대한 많은 논쟁이 있어왔다. 1986년 도태가 끝난 후 5년 동안 코끼리 개체수는 두 배로 증가했다.

## 갤러리

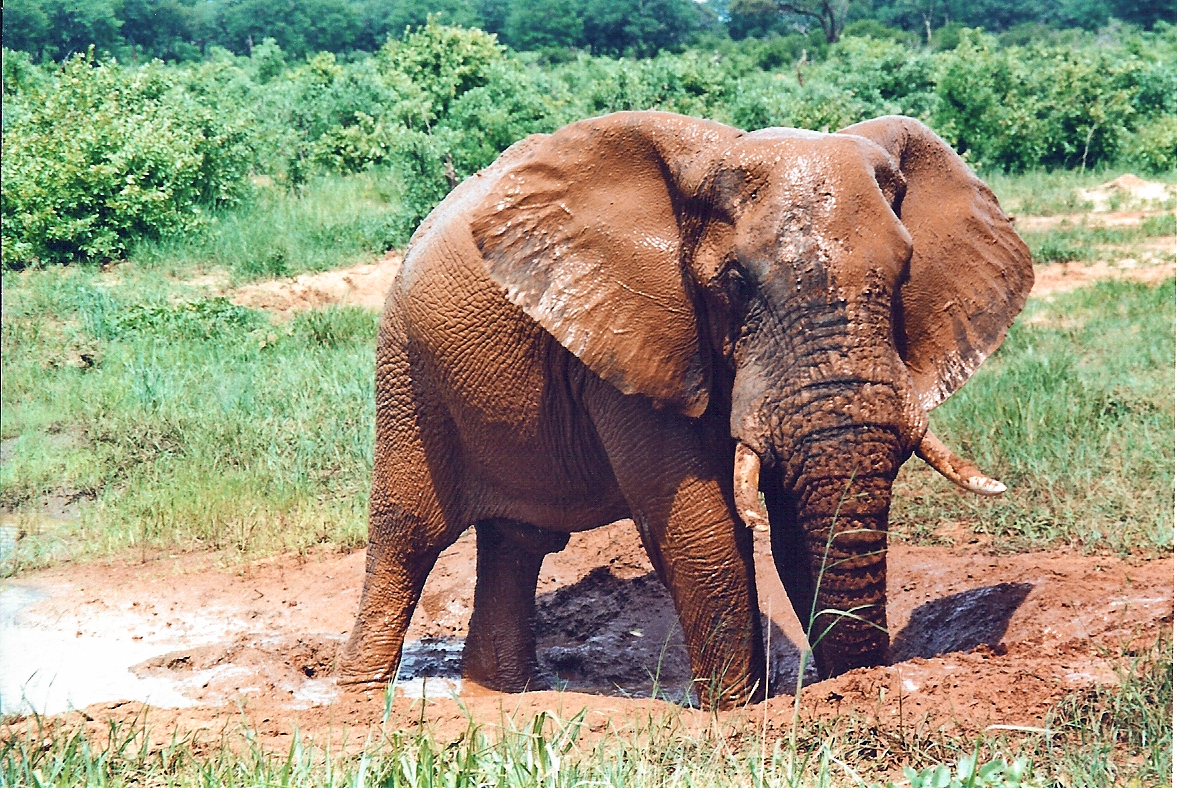
오후의 더위로부터 구원을 구하는 아프리카코끼리
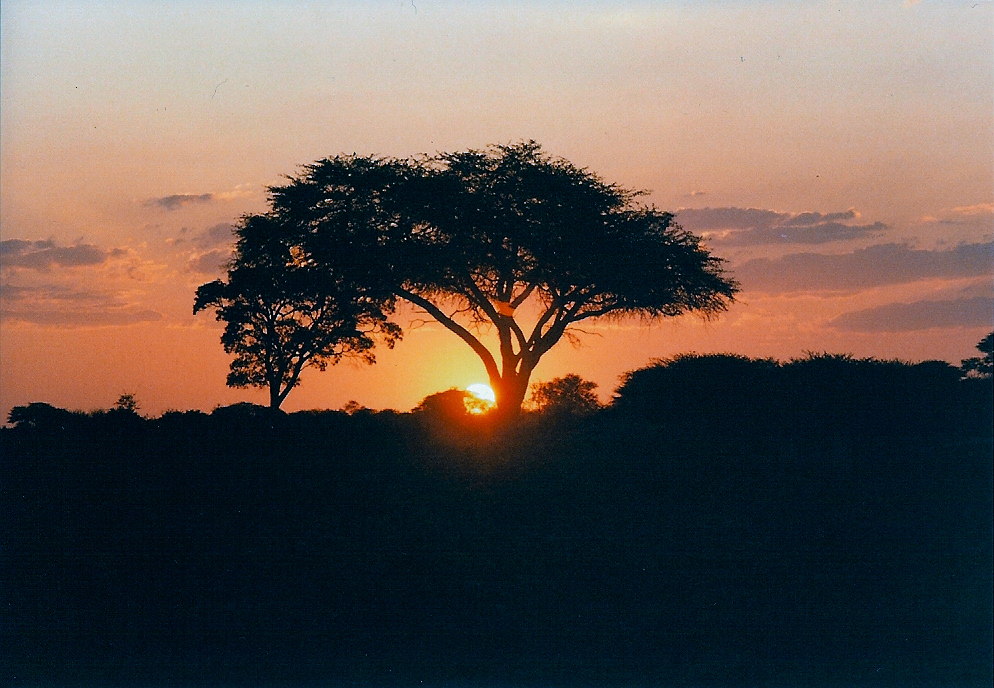
황게의 일몰
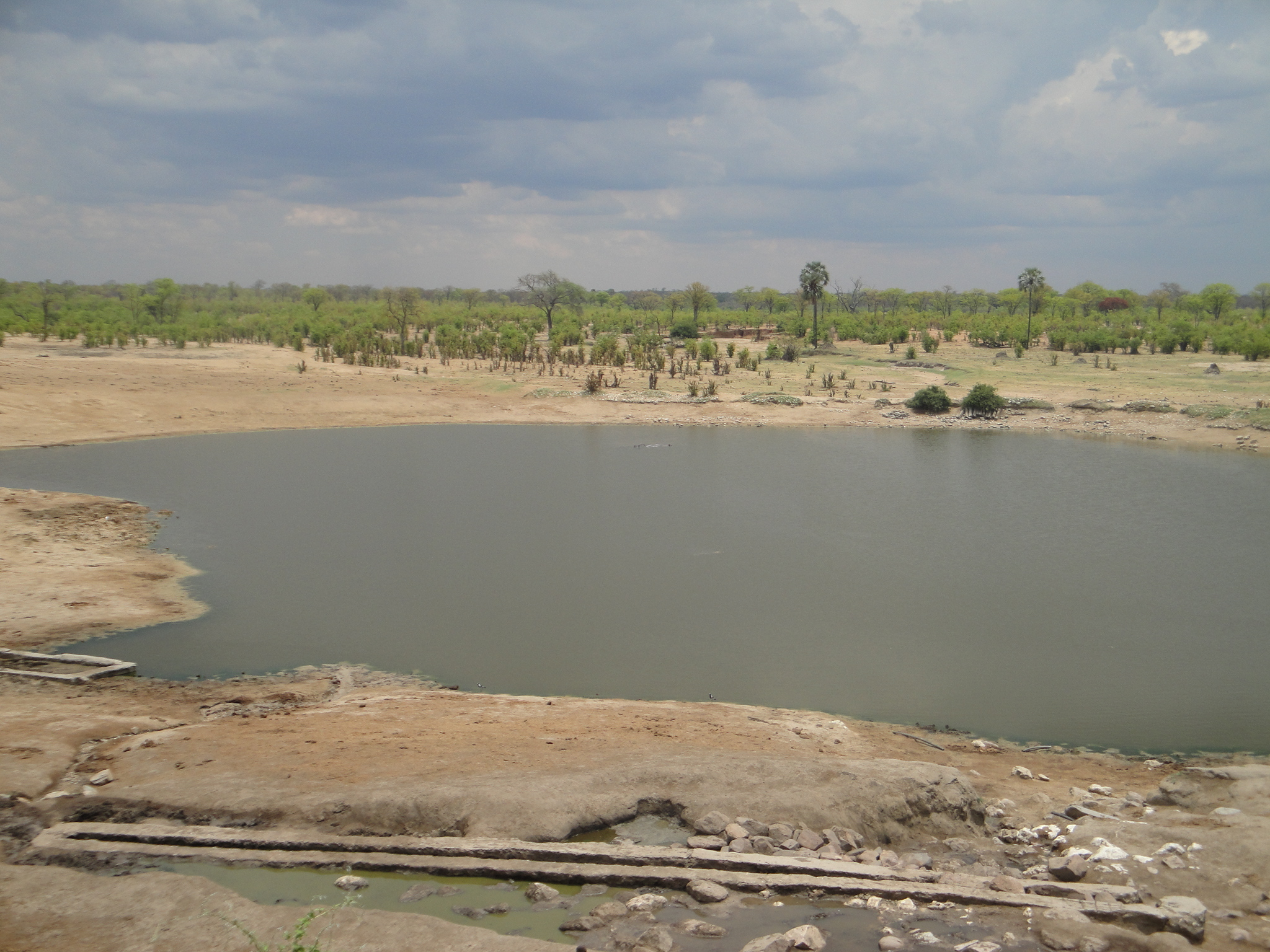
마스마 댐
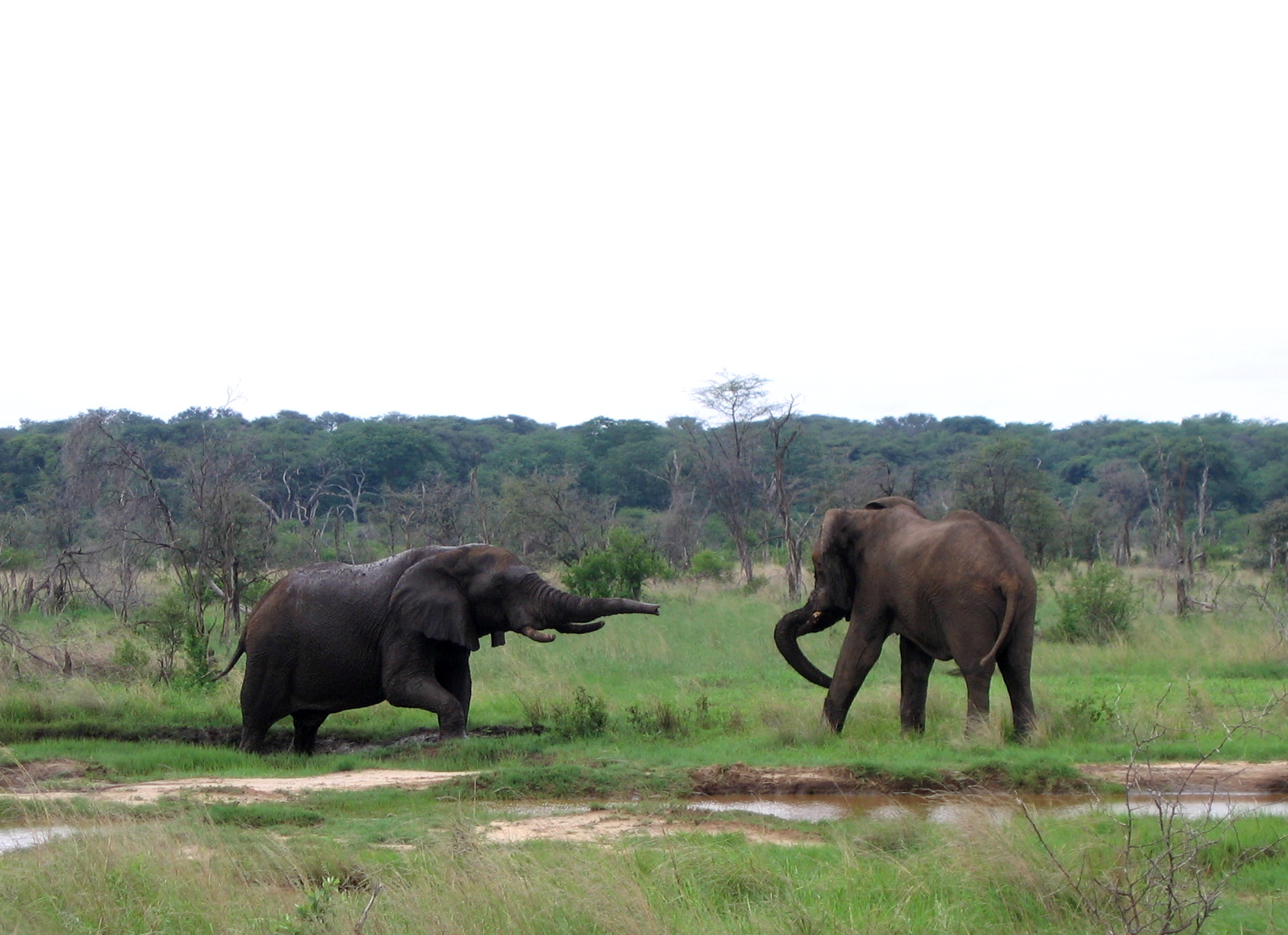
작은 건호에 있는 아프리카코끼리들